# Évêché titulaire de Zabulon
Le diocèse de Zabulon (en latin Dioecesis Zabulonitana seu Sabulensis), est un ancien diocèse du patriarcat d'Antioche.   

## Histoire
Zabulon, identifiable à Abellen en Israël, est un ancien évêché de la province romaine de Judée dans le diocèse civil d'Orient, suffragant de l'archidiocèse de Césarée.
Le siège n'a eu qu'un évêque, Héliodore, qui participa au concile de Nicée en 325. Aucune autre mention n'existe de ce diocèse après cette date. 
Depuis le XVIIe siècle, Zabulon compte parmi les évêchés titulaires de l'Église catholique mais le titre n'a plus été décerné depuis le 1er avril 1727.

## Évêque grec
- Héliodore (mentionné en 325)

## Évêques titulaires
- Bernard Martineau (15 janvier 1697, décédé le 25 août 1695) (évêque élu à titre posthume)[2]
- Pierre Ferreux (17 décembre 1697 - décédé le 11 janvier 1698)[3]
- Louis-Armand Champion de Cicé (19 janvier 1700 - mort le 1er avril 1727)